# Torralba de los Frailes
Torralba de los Frailes è un comune spagnolo di 96 abitanti situato nella comunità autonoma dell'Aragona.